# 치앙라이
치앙라이(태국어: มืองเชียงราย, Mueang Chiang Rai)는 태국 최북단의 지방 치앙라이 주, 암프 므앙 치앙라이의 도시이다.

## 역사
이 시는 1262년 멩라이 왕에 의해 세워졌으며, 멩라이 왕조의 수도가 되었다. 그러나 멩라이 왕이 치앙마이에 새로운 도성을 짓자 곧 이 지위를 상실했다. 그 후 치앙라이는 버마에 의해 함락되었고, 수 백년 동안 버마의 통치 하에 있게 되었다. 1786년 치앙라이는 치앙마이의 봉토가 되었고, 시암이 1899년 치앙라이를 포함하여 치앙마이를 병합했다. 1933년 치앙라이는 태국의 주가 되었다.
1432년 멩라이 왕조의 삼팡캔 왕의 통치 하에서 왓 프라깨오(에메랄드 불상 사원)는 치앙라이 시의 왓 프라 깨오의 첨탑이 지진으로 쪼개졌을 때 치앙라이에서 발견되었다. 이 아름다운 옥불상은 버마의 침공 후 1백년 동안 사라진 이후였다.
1992년 시의 기둥이 왓 클랑 위앙에서 왓 프라 탓 도이 촘 통으로 옮겨졌다.

## 지리
치앙라이 시는 치앙마이 시내에서 북동쪽으로 200km 떨어진 곳에 있다. 미얀마 국경이 있는 암프 매 사이의 남쪽으로 62km 떨어진 곳에 있으며, 치앙사엔 남서쪽으로 60km 떨어진 곳에 있다. 파야오 시에서는 북쪽으로 90km 떨어진 곳에 있다. 매꼭 강이 북쪽을 따라 흘르며, 동쪽에서 서쪽으로 흐르다가 메콩강으로 합류한다.

## 기후
열대 사바나 기후(Aw)로써 건기와 우기가 뚜렷하며 인근 미얀마의 만달레이와 카친주의 미치나시의 중간정도 기후이다.
| 치앙라이의 기후                                                               | 치앙라이의 기후 | 치앙라이의 기후 | 치앙라이의 기후 | 치앙라이의 기후 | 치앙라이의 기후 | 치앙라이의 기후 | 치앙라이의 기후 | 치앙라이의 기후 | 치앙라이의 기후 | 치앙라이의 기후 | 치앙라이의 기후 | 치앙라이의 기후 | 치앙라이의 기후 |
| 월                                                                            | 1월             | 2월             | 3월             | 4월             | 5월             | 6월             | 7월             | 8월             | 9월             | 10월            | 11월            | 12월            | 연간            |
| ----------------------------------------------------------------------------- | --------------- | --------------- | --------------- | --------------- | --------------- | --------------- | --------------- | --------------- | --------------- | --------------- | --------------- | --------------- | --------------- |
| 역대 최고 기온 °C (°F)                                                        | 34.3 (93.7)     | 37.0 (98.6)     | 39.3 (102.7)    | 41.3 (106.3)    | 42.0 (107.6)    | 39.6 (103.3)    | 38.5 (101.3)    | 35.6 (96.1)     | 35.0 (95.0)     | 34.6 (94.3)     | 34.9 (94.8)     | 33.5 (92.3)     | 42.0 (107.6)    |
| 일평균 최고 기온 °C (°F)                                                      | 28.6 (83.5)     | 31.3 (88.3)     | 33.7 (92.7)     | 34.7 (94.5)     | 33.5 (92.3)     | 32.5 (90.5)     | 31.3 (88.3)     | 30.9 (87.6)     | 31.4 (88.5)     | 30.9 (87.6)     | 29.6 (85.3)     | 27.8 (82.0)     | 31.4 (88.4)     |
| 일일 평균 기온 °C (°F)                                                        | 20.2 (68.4)     | 21.9 (71.4)     | 24.8 (76.6)     | 27.2 (81.0)     | 27.5 (81.5)     | 27.5 (81.5)     | 26.9 (80.4)     | 26.6 (79.9)     | 26.5 (79.7)     | 25.4 (77.7)     | 22.9 (73.2)     | 20.2 (68.4)     | 24.8 (76.6)     |
| 일평균 최저 기온 °C (°F)                                                      | 13.8 (56.8)     | 14.5 (58.1)     | 17.5 (63.5)     | 21.1 (70.0)     | 23.0 (73.4)     | 24.0 (75.2)     | 23.9 (75.0)     | 23.7 (74.7)     | 23.1 (73.6)     | 21.5 (70.7)     | 17.9 (64.2)     | 14.7 (58.5)     | 19.9 (67.8)     |
| 역대 최저 기온 °C (°F)                                                        | 1.5 (34.7)      | 6.5 (43.7)      | 7.6 (45.7)      | 14.7 (58.5)     | 17.1 (62.8)     | 20.6 (69.1)     | 20.6 (69.1)     | 20.7 (69.3)     | 17.0 (62.6)     | 12.7 (54.9)     | 5.0 (41.0)      | 1.5 (34.7)      | 1.5 (34.7)      |
| 평균 강수량 mm (인치)                                                         | 16.5 (0.65)     | 12.7 (0.50)     | 34.5 (1.36)     | 92.6 (3.65)     | 226.5 (8.92)    | 186.2 (7.33)    | 317.6 (12.50)   | 372.9 (14.68)   | 275.1 (10.83)   | 123.5 (4.86)    | 44.8 (1.76)     | 20.6 (0.81)     | 1,723.4 (67.85) |
| 평균 강수일수 (≥ 1.0 mm)                                                      | 1.5             | 1.2             | 2.9             | 7.9             | 14.5            | 14.6            | 19.6            | 20.5            | 14.7            | 8.3             | 3.5             | 1.9             | 111.1           |
| 평균 상대 습도 (%)                                                            | 74.4            | 67.2            | 64.2            | 67.2            | 74.7            | 78.8            | 82.1            | 84.1            | 82.9            | 80.9            | 78.2            | 76.5            | 75.9            |
| 평균 월간 일조시간                                                            | 248.6           | 242.7           | 243.7           | 245.8           | 216.2           | 158.9           | 123.2           | 126.0           | 163.3           | 197.8           | 224.4           | 222.2           | 2,412.6         |
| 평균 일일 일조시간                                                            | 8.8             | 9.1             | 9.5             | 9.3             | 6.4             | 5.3             | 3.9             | 3.8             | 4.8             | 6.4             | 8.3             | 8.1             | 7.0             |
| 출처 1: 세계기상기구 (평년값: 1991년~2020년), 태국 기상청 (극값: 1951년~현재) |                 |                 |                 |                 |                 |                 |                 |                 |                 |                 |                 |                 |                 |
| 출처 2: 태국 수자원수문학사무소 (일조시간: 1981년~2010년)                     |                 |                 |                 |                 |                 |                 |                 |                 |                 |                 |                 |                 |                 |

## 민족
인구의 12.5%는 산악 부족이며, 카렌족, 아카족, 리수족, 메오족, 무세르족 같은 북부 타일랜드에 사는 소수민족들이다.

## 정부
치앙라이 시는 치앙라이 짱왓의 주도가 있다. 시청에는 주도가 있다.

## 사원
- 왓 프라 탓 도이 촘 통
- 왓 프라 깨오, 치앙라이
- 왓 프라 싱, 치앙라이
- 왓 도이 카오 콰이
- 왓 롱 쿤

## 볼거리
- Princess Mother Hall과 도이매살롱
- 도이 퉁 로얄 빌리
- 도이퉁 동물원
- 푸치파
- 시암의 문

## 교육

### 대학
- 매 파 루앙 대학
- 치앙 라이 라자브핫 대학
- 라자망갈라 란나 기술 대학, 치앙라이 캠프스

### 국제학교
- 치앙라이 국제학교

### 고등학교
- 사막키 위타야콤 스쿨
- 담롱그랏송끄로 스쿨

### 초등학교
- 반송꽁 스쿨
- 삐띠 숙사 스쿨
- 아멕 스쿨

## 병원
- 오버브룩 병원(반 사립) - 시내 중심의 현대식 설비를 갖춘 병원, 1903년 설립
- 까셈라드 스리부린 종합 병원 (사립) - 비교적 양호한 시설과 질
- 치앙라이 쁘라차누크로 병원 (공립)

## 교통
1번 도로는 방콕에서 치앙마이와 버마 국경의 매사이를 거치며 달린다. 치앙라이는 방콕에서 839km이며, 차나 버스로 14시간이 소요된다. 공식 버스 일정에 따르면, 치앙마이에서 치앙라이까지는 약 1시간 30분이 소요되며, 175km 거리에 가끔씩 두 시간 반이 소요되기도 한다.
방콕에서 매일 여러 편의 비행기가 치앙라이 국제공항으로 운행하고 있으며, 소요 시간은 1시간 30분이 소요된다.
치앙마이 주의 타톤에서 치앙라이까지 매일 오가는 배편 서비스도 있다.
방콕에서 치앙라이를 오가는 철도편은 현재 없으며, 덴차이에서 인근 치앙라이까지 철도 편이 확장될 것이라는 설은 있어왔다. 그러나 인구 1백만 이하이기 때문에 실현할 가능성에 의문이 제시된다.